# مركز بيل
مركز بيل (بالفرنسية: Centre Bell) هي ساحة متعددة الأغراض تقع في مونتريال، كيبك، كندا. افتُتح في 16 مارس 1996، وهو الملعب الرئيسي لفريق مونتريال كانيدينز في دوري الهوكي الوطني (NHL)، ليحل محل مونتريال فوروم، وهو أكبر ملعب داخلي في كندا. تملكه عائلة مولسون عبر مجموعة مالكي الفريق، Groupe CH، وتديره شركة إيفينكو التابعة لمجموعة Groupe CH.